# نوچوو
نوچوو (به بلغاری: Nochevo) یک منطقهٔ مسکونی در بلغارستان است که در شهرستان چرنوچن واقع شده‌است.
 نوچوو ۱۲٫۹۱۱ کیلومتر مربع مساحت و ۹۵ نفر جمعیت دارد.